# Station Guignicourt (Aisne)
Station Guignicourt is een spoorwegstation in Guignicourt in de Franse gemeente Villeneuve-sur-Aisne.

## Treindienst
| Serie | Treinsoort | Route                      | Bijzonderheden |
| ----- | ---------- | -------------------------- | -------------- |
| C 76  | TER (SNCF) | Laon – Guignicourt – Reims |                |